# Liparetrus analis
Liparetrus analis är en skalbaggsart som beskrevs av Blackburn 1888. Liparetrus analis ingår i släktet Liparetrus och familjen Melolonthidae. Inga underarter finns listade i Catalogue of Life.